# Räuber
Ein Räuber ist eine Person, die einen Raub begeht oder begangen hat. Im juristischen Sprachgebrauch wendet der Räuber im Unterschied zum Dieb Gewalt an oder droht mit dieser.

## Geschichte
Räuber gab es zu allen Zeiten. Grabräuber waren bereits in pharaonischer Zeit in Ägypten bekannt und Menschenräuber kennt man aus römischer Zeit mit dem legendären Raub der Sabinerinnen. Im Neuen Testament ist vom barmherzigen Samariter die Rede, der einem Menschen half, der unter die Räuber fiel. Auch der anstelle Jesu zum Pessachfest freigelassene Barrabas war ein Räuber.
Auch Seeräuber oder Piraten gab es seit dem Altertum, die schon damals von griechischen und römischen Flotten bekämpft wurden. Berühmtester deutscher Seeräuber war Klaus Störtebeker. Durch Staaten legalisierte Seeräuber hingegen, sogenannte Freibeuter wie Francis Drake, wurden zur Aufbesserung der Staatsfinanzen eingesetzt. Die italienische Marinegeschichte war bis in die Neuzeit von der Bekämpfung der Piraterie geprägt.
Straßenräuber waren oft in Räuberbanden organisiert. Diese stellten oftmals autoritär geführte Gemeinschaften dar, die auch noch im 17. und bis ins 18. Jahrhundert bestanden. Eine derartige Räuberbande bestand meist aus einem Räuberhauptmann und dessen Gefolgsleuten, die durch einen Schwur auf den Tod miteinander verbunden waren. Die Mitglieder der Räuberbande waren zuvor meist Aussätzige, Deserteure oder Ausgestoßene und Vogelfreie (italienisch bandito, davon abgeleitet Bandit). Oft waren diese Räuber Verzweifelte, die keinen anderen Ausweg sahen, um zu überleben.
Diese Struktur der Räuberbanden veränderte sich mit der Zeit. Später kann unter dem Begriff Räuberbande mehr eine lose Gemeinschaft verstanden werden, die sich für eine Aktion, wie zum Beispiel einem Straßenraub, zusammentat und sich danach wieder auflöste. Im 19. Jahrhundert fand man meist nur noch diese Art von Räuberbanden vor. Anführer war meistens derjenige, der durch seine Taten oder sein Können sich besonders hervorhob oder den auszuraubenden Ort oder Person am besten kannte oder diese ausbaldowert (erkundet) hatte.
In Deutschland kam es besonders nach dem Siebenjährigen Krieg und während der Koalitionskriege zu einem gehäuften Auftreten von Räuberbanden. Die soziale und wirtschaftliche Dauerkrise als Folge dieser Kriege entwurzelte viele Menschen und veranlasste sie, sich einer Räuberbande anzuschließen. Namentlich im Spessart, aber auch in weiten Gebieten Mittel- und Süddeutschlands sowie im Rheingebiet häufte sich um 1800 das organisierte Verbrechen. Auch heute noch gibt es, nicht nur in ärmeren Ländern, Räuberbanden und auch Piratenüberfälle, wie in Ostafrika (Somalia) und in Südostasien (Straße von Malakka).
Bis ins 19. Jahrhundert gab es für die Klassifizierung von Räubern und Dieben zahlreiche Spezialbegriffe, die größtenteils aus dem Verbrechermilieu stammten. So waren Jomakener Räuber, die die Dörfer zur Erntezeit überfielen, Schränker Diebe, die nachts lautlos in die Häuser eindrangen, Stänkerer Gelegenheitsdiebe, auch Räuber, in Wohngebieten. Stratekehrer (auch Strählekehrer) waren Straßenräuber, und als Serfer (auch Rezoirsärfner) wurden Diebe/Räuber bezeichnet, die ihre Straftaten im Zusammenhang mit Brandstiftung begingen.
Im 19. und 20. Jahrhundert wurden vor allem Postkutschenüberfälle und spektakuläre Bankräuber durch Presse und audiovisuelle Medien bekannt. Zu nennen sind hier Verbrecher wie die bankraubenden Dalton-Brüder, John Dillinger oder das Räuber-Pärchen Bonnie und Clyde. Auch der legendäre Postraub 1963 in England fällt darunter.
In Deutschland erregten die Kassenbotenräuber Aufsehen. In Süddeutschland war Johannes Bückler, der „Schinderhannes“ aus dem Hunsrück des späten 18. Jahrhunderts, das Vorbild für Bernhard Kimmel und seine nach ihm benannte Kimmel-Bande, die von 1957 bis 1961 im Pfälzerwald Raubzüge und Einbrüche unternahmen.
Handtaschenraub ist in vielen Großstädten im Zuge der Beschaffungskriminalität nahezu alltäglich.

## Bekannte Räuber
Bekannte Räuber und Räuberbanden waren:

### Heiliges Römisches Reich, Österreich-Ungarn, Deutschland, Österreich, Schweiz
- Wenzel Babinsky, böhmischer Räuber
- Bockreiter, Räuberbanden zwischen 1730 und 1780 im heutigen Länderdreieck Niederlande, Belgien, Deutschland
- Johannes Bückler, genannt Schinderhannes
- Große Fränkische Diebes- und Räuberbande, auch Fürther Diebes- und Räuberbande oder Meusel-Bande
- Johann Georg Grasel, der (falsche) österreichische Robin Hood
- Jasper Hanebuth, Raubmörder in Hannover
- Michael Heigl (1816–1857), Bayern
- Johann Baptist Herrenberger, genannt Konstanzer Hans
- Hölzerlips, berüchtigter Räuber aus dem Odenwald im 18./19. Jahrhundert
- Xaver Hohenleiter, genannt Der Schwarze Veri (Oberschwaben)

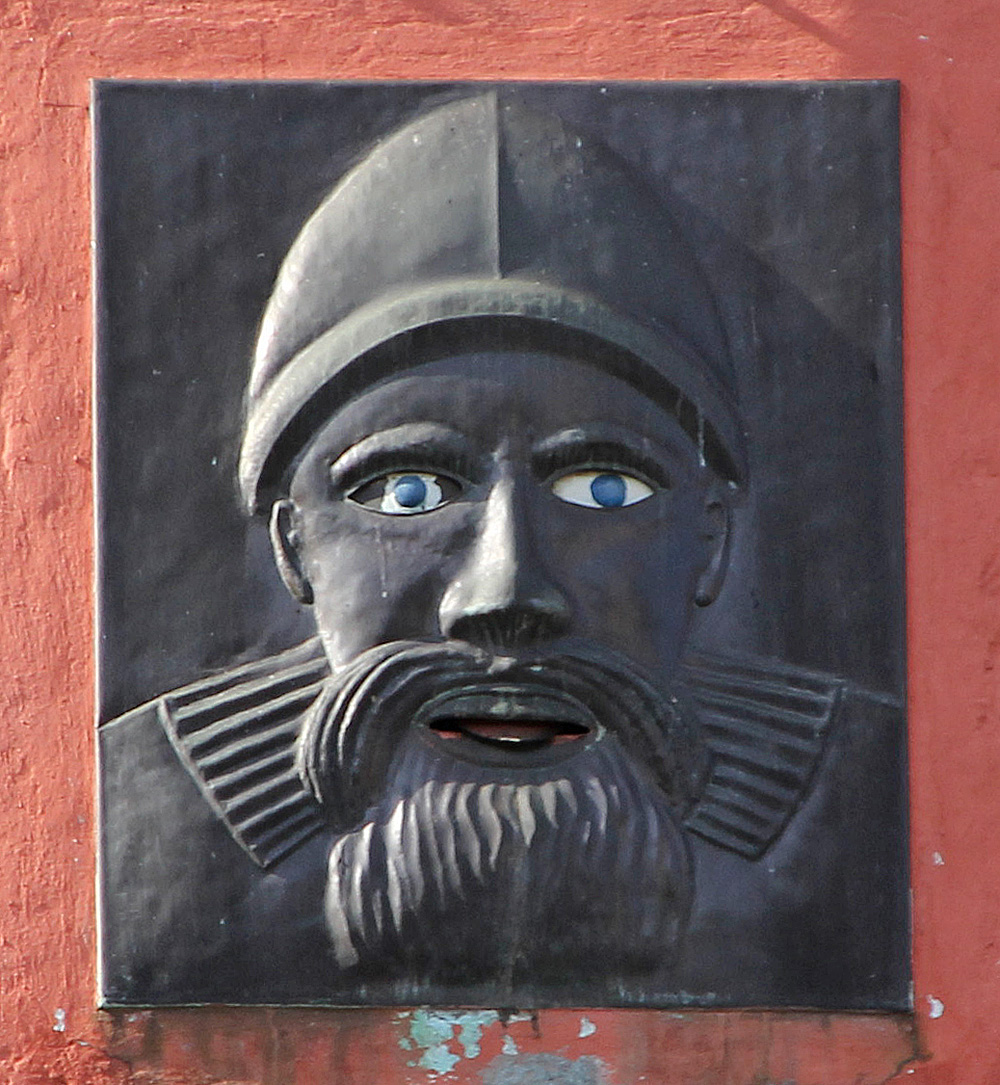
Der Augenroller am Alten Kaufhaus in Koblenz erinnert an Johann Lutter von Kobern

- Christian Andreas Käsebier, der Friedrich dem Großen sogar die Stadt Prag „gestohlen“ haben soll
- Jánošík, ein slowakischer Räuber und Volksheld aus den Beskiden
- Johannes Karasek, genannt Prager Hansel oder Böhmischer Hansel
- Matthias Klostermayr, genannt Bayerischer Hiasl
- Mathias Kneißl, genannt Kneißl Hias
- Johann Lutter von Kobern, Raubritter, 1536 in Koblenz hingerichtet
- Simon Kramer, der Robin Hood von Kärnten
- Nikol List, sächsischer Räuberhauptmann
- Mannefriedrich, bürgerlich Philipp Friedrich Schütz, berüchtigter Räuber aus dem Odenwald im 18./19. Jahrhundert
- Dolf Mohr, berüchtigter Räuber aus Dortmund um 1850
- Jakob Reinhard, genannt Hannikel (1742–1787), einer der gefürchtetsten Räuber in Württemberg
- Nikolaus Schmidhofer, genannt Holzknechtseppl (1794–1828), Anführer der Stradafüßler, hingerichtet in Pinkafeld/Österreich
- Große Siechenbande, Räuberbande im Rheinland (17. oder 18. Jahrhundert), die sich als Leprosen tarnte
- Franz Troglauer, Räuber in Oberpfalz und Franken, Führungsperson der „Großen Fränkischen Diebes- und Räuberbande“
- Lips Tullian, sächsischer Räuberhauptmann
- Carl Wallmann, genannt Räuberhauptmann Rose
- Wetterauer und Vogelsberger Bande, in Oberhessen bis etwa 1810/12
- Mathias Weber, genannt Der Fetzer
- Philipp Witt, legendenhafter Bauernführer während der Franzosenzeit

außerdem:

### Australien
- Ned Kelly, ein australischer Straßenräuber

### England
- Claude Duval, französischstämmiger Straßenräuber in England
- Robin Hood, legendenhafter Urtyp des „edlen Räubers“, der den Reichen nimmt und den Armen gibt
- Jack Sheppard, Londoner Räuber
- Dick Turpin, Viehdieb und Highwayman

### Frankreich
- Gaspard de Besse, französischer Straßenräuber
- Cartouche, französischer Bandit

### Italien
- Carmine Crocco, genannt Donatelli, italienischer Brigant
- Fra Diavolo, ein italienischer Straßenräuber

### Rumänien
- Grigore Pintea, rumänischer Robin Hood

### Ukraine
- Nikola Šuhaj, ein populärer ukrainischer Räuber in den Waldkarpaten

### Ungarn
- Sándor Rózsa (1813–1878), der berühmteste Bandit (betyár) der Ungarischen Tiefebene

## Räuber in Kunst und Literatur
Im Ausgang des 18. Jahrhunderts entstand eine sich rasch verbreiternde Gattung des Unterhaltungsromans, der sogenannte Räuberroman. Hervorgerufen wurde das Interesse einmal durch die neuerwachte Beschäftigung mit dem Mittelalter, zum anderen durch die Dramen von Goethe (Götz von Berlichingen, die Figur eines Raubritters) und Schiller (Die Räuber). Die Räuberromane jener Zeit hoben das in Schillers Karl Moor angelegte Bild vom großen Kerl und Ideal des edlen Verbrechers noch hervor und ließen ihre Räuber und Räuberbanden zwar gegen die Gesetze, aber für die Gerechtigkeit handeln. Zu nennen sind hier vor allem Heinrich Zschokkes Roman Abällino, der große Bandit (1793) und Christian August Vulpius’ Buch Rinaldo Rinaldini, der Räuberhauptmann (1798). Charakteristisch für den „edlen Räuber“ ist, dass er die Reichen beraubt und die Armen beschenkt.
Zu den Räubern als literarische Gestalten zählen vor allem:
- Cacus, Räuber in der römischen Mythologie
- Die Schächer der Bibel
- Ali Baba und die vierzig Räuber (Märchen aus 1001 Nacht)
- Arsène Lupin, Romanfigur des französischen Autors Maurice Leblanc, Werke aus den Jahren 1905 bis 1935
- Die Räuber vom Liang-Schan-Moor, chinesisches Volksbuch, 13. Jahrhundert.
- Die Räuber, Friedrich Schiller (1782, Uraufführung)
- Der Räuberbräutigam, Märchen der Brüder Grimm (1812)
- Das Wirtshaus im Spessart (Erzählungen von Wilhelm Hauff, gleichnamige Erzählung auch verfilmt) (1828 Buch)
- Der Räuber und seine Söhne, Märchen der Brüder Grimm
- Der Räuber Hotzenplotz (Kinderbuch von Otfried Preußler) (1962/1970/1973)
- Der Räuber Knasterbax, Werner Schrader.
- Die drei Räuber (Bilderbuch von Tomi Ungerer) (1963)
- Ronja Räubertochter (Jugendbuch von Astrid Lindgren, auch verfilmt) (1981 Buch)
- Der Räuber (Robert Walser) (Romanentwurf 1925, Buch 1972)

Belegt ist, dass zumindest die von Hauff erwähnten Spessarträuber existierten und vor allem Händler auf dem sogenannten Eselsweg und der Birkenhainer Straße, die Salz und andere Güter transportierten, ausraubten und für die Kaufleute ein Lösegeld verlangten.
Im 20. Jahrhundert wurde die Räuberromantik oftmals für Kinder wieder verharmlosend dargestellt und in manchen Werken auch pädagogisch relativiert.
Gemälde:
- Der schlafende Brigant, Genrebild von Louis Léopold Robert (1826)
- Der Räuber und sein Kind, Landschafts- und Genrebild von Carl Friedrich Lessing (1832)

Filme:
- Das Wirtshaus im Spessart (1958)
- Der Schinderhannes (1958)
- Cartouche, der Bandit (1962)
- … und ewig knallen die Räuber (1962)
- Die Gentlemen bitten zur Kasse, Fernseh-Dreiteiler (1967)
- Der brave Räuber Fürchtenix, tschechoslowakische Zeichentrickserie (1967–1974)
- Rinaldo Rinaldini, deutsch-französische Fernsehserie (1968)
- Die Olsenbande, dänisches Filmserie (1968–1998)
- Mathias Kneißl (1971)
- Der Räuber Hotzenplotz (1974)
- Neues vom Räuber Hotzenplotz (1979)
- Die drei Räuber (2007), deutscher Animationsfilm
- Räuber Kneißl (2008)
- Der Räuber (2010), österreichisch-deutsches Kriminalfilm-Drama

## Redewendungen
Umgangssprachlich ist eine Reihe von Redewendungen gebräuchlich, zum Beispiel
- Hier sieht es aus wie in einer Räuberhöhle = hier ist es sehr unordentlich
- Erzähle keine Räuberpistolen = erzähle keine (unwahren, übertriebenen) Geschichten
- Räuberzivil tragen = der Situation unangemessen, nachlässig gekleidet sein

Im politischen Leben gerne zitiert wird Augustinus’ Vergleich von Staaten ohne Rechtsstaatlichkeit mit Räuberbanden: Remota itaque iustitia quid sunt regna nisi magna latrocinia? Quia et latrocinia quid sunt nisi parva regna? (de civitate Dei, Liber IV,4); sinngemäße Übersetzung „Nimm die Rechtsstaatlichkeit weg, was sind Staaten wenn nicht große Räuberbanden? Denn was sind Räuberbanden anderes als Staatswesen im Kleinen?“
Als Räuber bezeichnet man in der Biologie auch ein Tier, das sich ein anderes zur Beute macht (Prädator), siehe auch Räuber-Beute-Beziehung.